# Elitserien i handboll för herrar 2001/2002
Elitserien i handboll för herrar 2001/2002 spelades uppdelad i två serier. Den första spelades under hösten 2001 varpå de åtta bäst placerade lagen gick vidare till en fortsättning under våren 2002, medan de övriga fyra fick fortsätta i allsvenskan. De sex bäst placerade lagen gick därefter vidare till SM-slutspelets kvartsfinal medan sjuan och åttan fick spela 1/8-delsfinal mot de högst rankade lagen i allsvenskan. Slutgiltig segrare i Elitserien blev Redbergslids IK, medan HK Drott tog hem SM-slutspelet och därmed svenska mästerskapet, genom att vinna SM-finalserien mot Redbergslids IK med 2-0 i matcher.

## Tabell

### Hösttabell
Not: Lag 1-8 till Superelit våren 2002 (se nedan), lag 9-12 till Allsvenskan 2002.
| Nr | Lag                  | S  | V  | O | F  | GM  | IM  | MS   | P  |
| -- | -------------------- | -- | -- | - | -- | --- | --- | ---- | -- |
| 1  | Redbergslids IK (RM) | 22 | 18 | 1 | 3  | 619 | 519 | +100 | 37 |
| 2  | IFK Ystad            | 22 | 18 | 0 | 4  | 561 | 417 | +144 | 36 |
| 3  | HK Drott             | 22 | 15 | 1 | 6  | 616 | 531 | +85  | 31 |
| 4  | IK Sävehof           | 22 | 11 | 2 | 9  | 525 | 496 | +29  | 24 |
| 5  | IFK Skövde           | 22 | 11 | 1 | 10 | 582 | 573 | +9   | 23 |
| 6  | Lugi HF              | 22 | 10 | 3 | 9  | 529 | 548 | −19  | 23 |
| 7  | IFK Tumba            | 22 | 10 | 2 | 10 | 503 | 507 | −4   | 22 |
| 8  | H43                  | 22 | 7  | 3 | 12 | 468 | 498 | −30  | 17 |
| 9  | GIK Wasaiterna (U)   | 22 | 7  | 2 | 13 | 487 | 551 | −64  | 16 |
| 10 | IF Guif              | 22 | 6  | 0 | 16 | 441 | 506 | −65  | 12 |
| 11 | Alingsås HK          | 22 | 5  | 2 | 15 | 469 | 537 | −68  | 12 |
| 12 | HP Warta             | 22 | 4  | 3 | 15 | 473 | 530 | −57  | 11 |

### Superelit
Not: Lag 1-6 till kvartsfinaler, lag 7-8 till åttondelsfinaler mot lag 1-2 i Allsvenskan 2002.
| Nr | Lag             | S  | V  | O | F  | GM   | IM  | MS   | P  |
| -- | --------------- | -- | -- | - | -- | ---- | --- | ---- | -- |
| 1  | Redbergslids IK | 36 | 29 | 1 | 6  | 1049 | 862 | +187 | 59 |
| 2  | IFK Ystad       | 36 | 26 | 4 | 6  | 943  | 806 | +137 | 56 |
| 3  | HK Drott        | 36 | 21 | 4 | 11 | 1010 | 900 | +110 | 46 |
| 4  | IFK Skövde      | 36 | 18 | 4 | 14 | 976  | 956 | +20  | 40 |
| 5  | IK Sävehof      | 36 | 18 | 2 | 16 | 865  | 833 | +32  | 38 |
| 6  | Lugi HF         | 36 | 15 | 4 | 17 | 863  | 933 | −70  | 34 |
| 7  | IFK Tumba       | 36 | 12 | 2 | 22 | 825  | 905 | −80  | 26 |
| 8  | H43             | 36 | 11 | 4 | 21 | 729  | 974 | −245 | 26 |

## SM-slutspel

### 1/8-delsfinaler
- GIK Wasaiterna - IFK Tumba 18-21
- IFK Tumba - GIK Wasaiterna 29-21

- IF Guif - H 43 22-21
- H 43 - IF Guif 23-23

### Kvartsfinaler
- Redbergslids IK - IFK Tumba 34-26
- IFK Tumba - Redbergslids IK 22-29

- IFK Ystad - LUGI HF 26-21
- LUGI HF - IFK Ystad 22-15
- IFK Ystad - LUGI HF 24-27

- HK Drott - IF Guif 27-24
- IF Guif - HK Drott 18-31

- IFK Skövde - IK Sävehof 25 - 23
- IK Sävehof - IFK Skövde 23 - 20
- IFK Skövde - IK Sävehof 19 - 27

### Semifinaler
- Redbergslids IK - IK Sävehof 29 - 28
- IK Sävehof - Redbergslids IK 20-28

- HK Drott - LUGI HF 24-22
- LUGI HF - HK Drott 21-32

### Finaler
- Redbergslids IK - HK Drott 25 - 30
- HK Drott - Redbergslids IK 38 - 34

## Svenska mästare
HK Drott blir 2002 svenska mästare för tionde gången, efter finalseger mot Redbergslids IK
Tränare: Magnus Andersson
Spelare
- Patrik Sjösten
- Anders Benjaminsson
- Kristoffer Sandström
- Tobias Küller
- Hans Karlsson
- Martin Bystedt
- Andreas Nilsson
- Magnus Påhlsson
- Fredrik Borgström
- Magnus Andersson
- Daniel Kubes
- Jim Sundgren

## Statistik

### Skytteliga
Innehåller de tio spelare som gjort flest mål i Elitserien 2001/2002.
|    | Spelare          | Lag             | Antal mål | Matcher |
| -- | ---------------- | --------------- | --------- | ------- |
| 1  | Martin Boquist   | Redbergslids IK | 255       | 36      |
| 2  | Dalibor Doder    | Lugi HF         | 224       | 34      |
| 3  | Dawid Nilsson    | IFK Skövde      | 218       | 36      |
| 4  | Hans Karlsson    | HK Drott        | 214       | 36      |
| 5  | Marcus Ahlm      | IFK Ystad       | 187       | 36      |
| 6  | Ivica Zubac      | H43 Lund        | 183       | 34      |
| 7  | Johan Lindberg   | IFK Tumba       | 179       | 36      |
| 8  | Alexander Hansen | IFK Ystad       | 174       | 36      |
| 8  | Jonas Larholm    | IK Sävehof      | 174       | 32      |
| 10 | Kaupo Palmar     | IFK Ystad       | 173       | 36      |

### Fotnoter
1. ↑  ”Handboll: Drott svenska mästare”. Sveriges Radio. 2 maj 2002. http://sverigesradio.se/sida/artikel.aspx?programid=179&artikel=64428. Läst 3 juni 2015.
2. ↑  ”Arkiverade kopian”. Arkiverad från originalet den 29 november 2014. https://web.archive.org/web/20141129021231/http://84.19.136.39/statistics%5C292.pdf. Läst 19 november 2014.